# Толлеф Толлефсен
Толлеф Толлефсен (норв. Tollef Tollefsen, 2 червня 1885 — 28 березня 1963) — норвезький академічний веслувальник.
Бронзовий призер Олімпійських Ігор 1920 року в складі вісімки.